# Asteromyrtus
Asteromyrtus es un género de plantas perteneciente a la familia Myrtaceae. Es originario del sur de Nueva Guinea hasta Australia.

## Especies
- Asteromyrtus angustifolia
- Asteromyrtus arnhemica
- Asteromyrtus brassii
- Asteromyrtus gaertneri
- Asteromyrtus lysicephala
- Asteromyrtus magnifica
- Asteromyrtus symphyocarpa
- Asteromyrtus tranganensis